# Хамано, Дзюн
Дзюн Хамано (яп. 濱野純 хамано дзюн, англ. Junio Hamano) — программист, с 28 июля 2005 года является координатором проекта Git, распределенной системы управления версиями. Также принимал активное участие в разработке ядра Linux ветки 2.6 и утилиты GNU Tar.
Закончил Токийский университет. Проживает в Маунтин-Вью в штате Калифорния.

## Работа
- Текущая должность: разработчик в Google[1] (Open Source Program Office) и координатор разработки git.
- 1994—2010: Twin Sun, Inc VP Consulting Group.
- 1994: Sumitomo Metal Industries Computer Scientist.